# Stazione di Kashimadai
La stazione di Kashimadai (鹿島台駅?, Kashimadai-eki) è una stazione ferroviaria situata nella città di Ōsaki, nella prefettura di Miyagi, ed è servita dalla linea principale Tōhoku della JR East.

## Linee ferroviarie
East Japan Railway Company
■ Linea principale Tōhoku

## Struttura
La stazione è costituita da un marciapiede laterale e uno a isola centrale collegati da sovrappassaggio con due binari passanti. Sono presenti tornelli automatici per la bigliettazione elettronica Suica. Presso i binari 2 e 3 sono presenti delle piccole sale d'attesa.
| 1 | ■ Linea principale Tōhoku | per Kogota e Ichinoseki |   |                           |                                  |
| 2 | ■ Linea principale Tōhoku | binario di servizio     | 2 | ■ Linea principale Tōhoku | per Shiogama, Sendai e Shiroishi |

## Stazioni adiacenti
| «                                                   | Servizio                | »                       |
| Linea principale Tōhoku                             | Linea principale Tōhoku | Linea principale Tōhoku |
| --------------------------------------------------- | ----------------------- | ----------------------- |
| Shinainuma                                          | Locale                  | Matsuyama-Machi         |
| Il Rapido "Sanriku" e il Rapido diretto non fermano |                         |                         |